# Есхил
Есхил (на гръцки: Αισχύλος) е древногръцки драматург.

## Биография
Роден е през 525 г. пр.н.е. Участва в гръцко-персийските войни (битките при Маратон, Саламин и Платея). Първото му участие в драматическо състезание се пада между 500 и 497 г. пр.н.е. за утвърждаване на есхиловата драматургическа линия.
Античните учени изброяват в литературното му наследство около 90 пиеси (трагедии и сатирни драми), от които до нас са достигнали само седем: „Персите“ (единствената запазена историческа трагедия), „Седемте срещу Тива“, една пълна трилогия – „Орестия“ („Агамемнон“, „Хоефори“ и „Евмениди“), „Молителките“ и „Прикованият Прометей“. От останалите му творби са запазени заглавия и фрагменти от повече от 75 пиеси.
Според Аристотел Есхил пръв въвежда втори актьор, намалява партиите на хо̀ра и дава преднина на диалога. Заради тези радикални промени е наречен „баща на трагедията“.
Скоро след написването на „Орестия“ Есхил напуска Атина и за трети път заминава за Гела на о. Сицилия. Там през 456 г. преди н.е. завършва жизнения и творческия си път и е погребан. Епитафията на гроба му не споменава нищо за творбите му, а само за участието в битки с персите.
Преразказана от Валерий Максим и Плиний Стари легенда гласи, че Есхил загива, когато орел изпуснал костенурка върху голата му глава, приемайки я за камък (някои орли се хранят с костенурки, чупейки ги в твърди предмети). Плиний Стари в своята „Естествена история“ добавя, че Есхил бил на улицата, за да избегне пророчество, че ще го убие падащ предмет. Съществува и версия, че орелът е изпуснал камък, приемайки плешивината му за яйце. Според Енциклопедия Британика легендата е изфабрикувана от по-късен сатиричен автор.

## Творчество
У Есхил елементите на традиционния мироглед се преплитат с гледищата, породени от демократическата държава. Той вярва в реалното съществуване на божествените сили, които въздействат върху човека и често пъти коварно му поставят примки. Есхил се придържа плътно към старинната представа за наследствената родова отговорност – вината на прадядото се предава на потомците и ги влече към гибел. От друга страна, боговете у Есхил стават пазители на правните основи на новото държавно устройство и той усилено изтъква момента на личната отговорност на човека за свободно избраното от него поведение.
Като материал на Есхил служат героичните митове. Най-често той изобразява съдбата на героя или на героичния род в три последователни трагедии, които сюжетно и идейно образуват една цялостна трилогия; след нея идва сатирната драма със сюжет от същия митологически цикъл, към който спада и трилогията. Но като взема сюжети от епоса, Есхил не само драматизира легендите, но и ги преосмисля, пронизва ги със своя проблематика.
Отличен е приживе 13 пъти с наградата „Най-добър трагически поет“ в Древна Атина.

## Произведения
- „Прикованият Прометей“ [3]
- „Перси“ [4]
- „Орестия“ [„Агамемнон“ [5], „Хоефорите“, „Евменидите“]
- „Молителките“
- „Седемте срещу Тива“

## Издания
- Есхил. Трагедии. Прев. Ал. Ничев. С., НК, 1967.
- Есхил. Прикованият Прометей. С., Скорпио, 2010.

## Изследвания
- Bierl, A. Die Orestie des Aischylos auf der modernen Bühne: Theoretische Konzeptionen und ihre szenische Realizierung (Stuttgart, Metzler, 1997).
- Podlecki, A. J. The Political Background of Aeschylean Tragedy. 2nd ed. (London, Bristol Classical Press, 1999).
- Cairns, D., V. Liapis, Dionysalexandros: Essays on Aeschylus and His Fellow Tragedians in Honour of Alexander F. Garvie (Swansea, The Classical Press of Wales, 2006).
- Zeitlin, F. I. Under the sign of the shield: semiotics and Aeschylus' Seven against Thebes (Lanham, Md.: Lexington Books, 1982); 2nd ed. 2009, (Greek studies: interdisciplinary approaches).
- Deforge, B. Une vie avec Eschyle. Vérité des mythes (Paris, Les Belles Lettres, 2010).
- Кагаров, Е. Г. Эсхил как религиозный мыслитель. Элементы фетишизма в древнегреческой религии (М., УРСС, 2011) (Академия фундаментальных исследований: этнология).